# Лудуэнья, Даниэль
Даниэ́ль Лудуэ́нья (исп. Daniel Emmanuel Ludueña; родился 27 июля 1982 года в Кордове) — аргентинский футболист, атакующий полузащитник.
Даниэль является потомком коренных жителей Аргентины — индейского племени Кечуа. Также он является старшим братом футболиста Гонсало Лудуэньи и сыном бывшего игрока «Тальереса» Луиса Лудуэньи.

## Клубная карьера

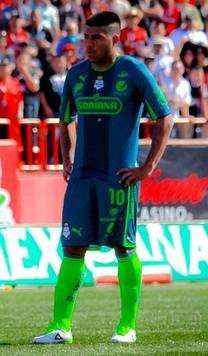
Лудуэнья в составе «Сантос Лагуна»

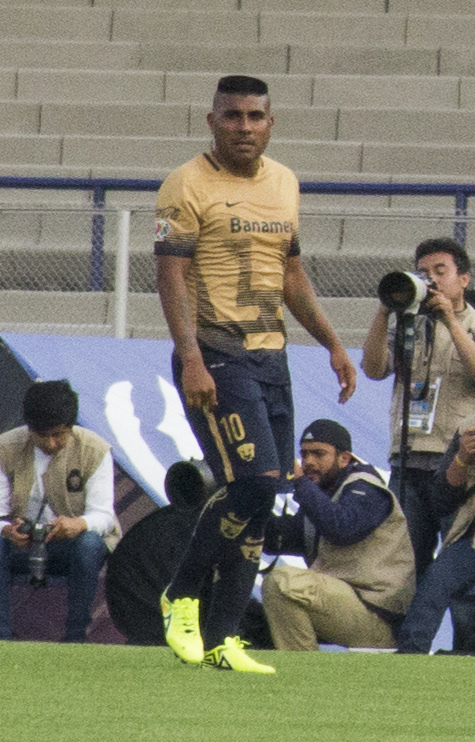
Лудуэнья в составе УНАМ Пумас

Лудуэнья — воспитанник футбольной академии «Ривер Плейта». Из-за необычной причёски и агрессивной манеры игры Даниэль получил прозвище Ачита («топорик»). 11 февраля 2001 года в матче против «Эстудиантеса» Лудуэнья дебютировал в аргентинской Примере. Кубок Меркосур в 2001 году стал международным дебютом Даниэля, но команда не смогла выйти из группы, несмотря на то, что заняла второе место. Наиболее крупным успехом в составе «Ривер Плейта» для Лудуэньи стал финал Южноамериканского кубка в 2003 году против «Сьенсиано». В первом раунде соревнования Лудуэнья поучаствовал в разгроме «Индепендьенте», забив второй гол в ответном матче, 4-0. С приходом в команду нового тренера Леонардо Арстрады Даниэль потерял место в основе. В 2004 году он принял приглашение мексиканского «Эстудиантес Текос». 16 января 2005 года в матче против УНАМ Пумас Лудуэнья дебютировал в мексиканкой Примере. В этом же поединке он забил свой первый гол за новую команду. По итогам первого сезона Даниэль помог «Текос» занять второе место в Клаусуре. В январе 2007 года Даниэль перешёл в «Сантос Лагуна». Инициатором перехода стал Даниэль Гусман, бывший тренер предыдущего клуба Лудуэньи. В «Сантосе» Даниэль довольно быстро стал не только игроком основы, но и командообразующим игроком.
В Апертуре сезона 2007 он забил 18 голов и отдал 10 передач в 19 матчах и был признан лучшим игроком мексиканской лиги. Через полгода Лудуэнья выигрывает чемпионат Клаусуры, а мексиканская футбольная ассоциация признает его лучшим атакующим полузащитником. В конце 2011 года Даниэль получает мексиканское гражданство, что дает ему право выступать за сборную Мексики, так как ранее он не был заигран за сборную Аргентины. В 2012 году Лудуэнья вновь выигрывает чемпионат Клаусуры. В финальном матче против «Монтеррея», 2-1, Даниэль забивает гол в начале встречи и помогает своему клубу завоевать чемпионство. 1 октября 2012 в матче против «Атланте», Даниэль забил первый гол своей команды и помог ей добиться победы, 3-1.
В январе 2013 года Лудуэнья перешёл в «Пачуку». 6 января в поединке против «Атланте» он дебютировал за новую команду. 28 июля в поединке против УАНЛ Тигрес Даниэль забил свой первый гол за «Пачуку». За год Лудуэнья забил всего два мяча и руководство команды решило его продать.
В начале 2014 года Даниэль перешёл в УНАМ Пумас. 5 января в матче против «Пуэблы» он дебютировал за новую команду. 2 февраля в поединке против «Тихуаны» Лудуэнья забил свой первый гол за «пум». 28 февраля в матче против «Америки» Даниэль сделал «дубль» и помог переломить исход встречи в пользу своей команды.
Летом 2016 года Лудуэнья вернулся на родину в бывший клуб своего отца «Тальерес». В матче против «Ривер Плейта» он дебютировал за новую команду. В начале 2017 года Даниэль вернулся в Мексику, где присоединился к «Тампико Мадеро». 8 января в матче против «Дорадос де Синалоа» он дебютировал в Лиге Ассенсо. 12 января в поединке против Лобос БУАП Лудуэнья забил свой первый гол за «Тампико».

## Достижения
«Сантос Лагуна»
- Чемпионат Мексики по футболу — Клаусура 2008
- Чемпионат Мексики по футболу — Клаусура 2012